# رباعي نترات خماسي ايريثريتول
رباعي نترات خماسي ايريثريتول (بيتين) PETN (بالإنجليزية: PentaErythritol TetraNitrate)‏ هو واحد من المتفجرات العالية القوة المعروفة، بالإضافة إلى كونها تستخدم بوصفها متفجرات بلاستيكية، كما أنه يستخدم كدواء موسع لأوعية القلب في ظروف معينة (مثل علاج للذبحة).

## تاريخ تحضيره
تم تحضير البيتين لأول مرة بواسطة الكيميائي الألماني برنارد تولينز عام 1891 م، في الحرب العالمية الأولى استخدمه الجيش الألماني.

## استخداماته
اPETN (ثريتول بنتايري، المعروف أيضا باسم pentrite، أو nitropenta هي واحدة من مواد شديدة الانفجار أقوى المعروفة، مع (عامل RE) من 1.66. ومن أكثر حساسية للصدمات أو الاحتكاك من مادة تي ان تي أو تتريل، وتستخدم أبدا وحدها كمنشط
يستخدم PETN أيضا بمثابة عائي، على غرار غليسريل (الصيدلة). الدواء لأمراض القلب "، Lentonitrat"، هو يعتبر PETN نقية.
سرعة تفجير PETN في مناطق ذات كثافة من 1.7 جم / سم مكعب هي 8400 متر في الثانية الواحدة. حرارة الانفجار هو 5862 كيلو جول لكل كيلوغرام [2]، أو 1.5 مرات من مادة تي ان تي.
صيغة PETN هي C (CH2ONO2) 4. في نظرية الكثافة القصوى الكريستال هو 1.773 جم / سم مكعب. يذوب في 141 °C.
الإنتاج
إعداد PETN وينطوي على نترتة ثريتول pentaerythritol.PETN بمزيج من النتريك وحمض الكبريتيك.أو من خلال تفاعل الفورمالديهايد و الأسيتالديهيد في وجود القلويات. ويمكن المنترنة عن طريق إضافته إلى حمض النيتريك قوية عند درجة حرارة أقل من 30 درجة مئوية. 
```
كما رفض الأحماض انخفاض القوة يمكن أن تكون غير مستقرة . و  المنتج غسلها من الأسيتون لإعطاء حجم الكريستال مناسبالأسلوب المفضل للنترتة هو الأسلوب ICI، الذي يستخدم حامض النتريك (98٪ +) وحدها، وحمض المختلط يمكن أن تخلق عدم استقرار المسلفنة من المنتجات.
```

C (CH2OH) 4 + 4HNO3 → C (CH2ONO2) 4 + 4H2O
```
 هي أيضا واحدة من المكونات في المتفجرات البلاستيكية سيمتكس
```